# Капніст Петро Олексійович
Петро Олексійович Капніст (рос. Капнист Пётр Алексеевич, 7 вересня 1839, Обухівка — 2 грудня 1904, Відень) — російський дипломат, дійсний таємний радник (з 1899) у званні камергера (1871), сенатор з роду Капністів.

## Біографія
Народився в сім'ї члена Союзу Благоденства Олексія Васильовича Капніста та Уляни Дмитрівни Білуха-Кохановської. У великій родині росли ще троє синів (Дмитро, Василь, Павло) і дві дочки (Олександра та Марія).
Закінчив юридичний факультет Московського університету (1860). З лютого 1861 року — у канцелярії міністра закордонних справ О. M. Горчакова. З 1862 року перебував при російській дипломатичній місії в Римі, з 1863 року — секретар місії при Ватикані. Після розриву дипломатичних відносин з Ватиканом у 1865 році російська місія була відкликана, Капніст же до 1875 року залишався в Римі у ролі дипломатичного агента; після чого  був направлений радником посольства в Париж. З 15 січня 1876 року був визнаний в графську гідність.

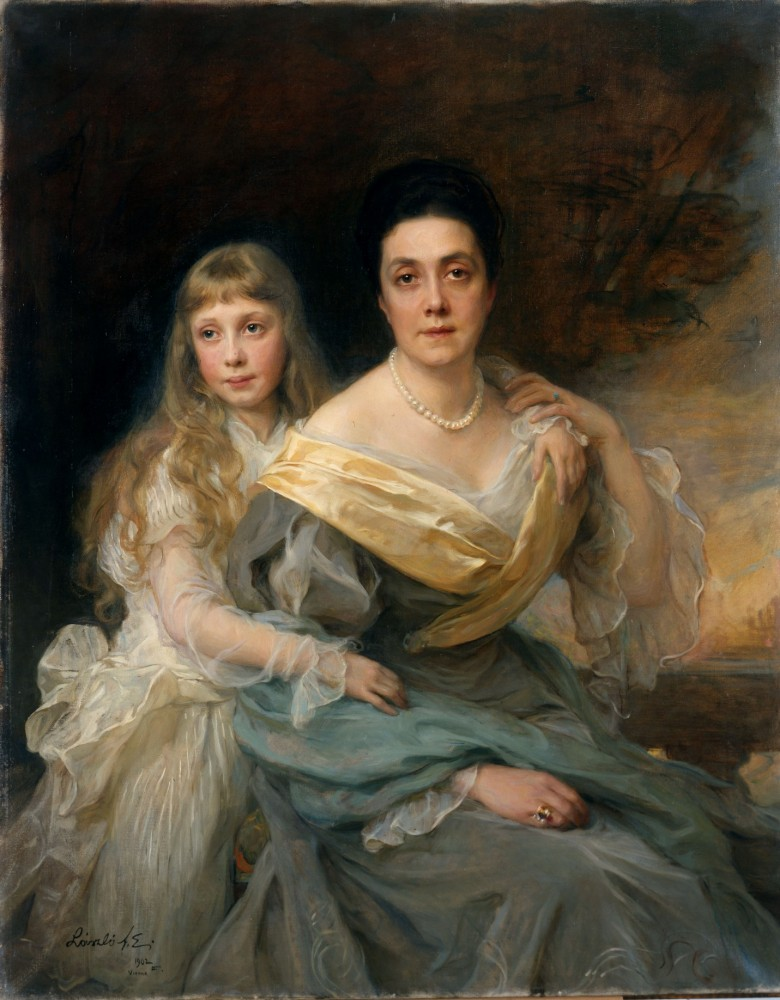
Графиня Капніст з дочкою на портреті де Ласло (1902)

У 1884—1892 надзвичайний посол і повноважний міністр в Гаазі. У 1892 році отримав чин таємного радника і був призначений сенатором, присутнім у 1-му департаменті Сенату. З квітня 1895 року — надзвичайний і повноважний посол у Відні. Брав участь у виробленні російсько-австрійського угоди по балканським питаннях. Удостоєний вищих російських орденів, до ордена Св. Олександра Невського включно.
Сучасники невисоко оцінювали його: так, за словами В. М. Ламсдорфа, «Капніст відзначився на дипломатичному терені, в особливості на посаді посла в Гаазі, тільки тим, що ніколи не перебував на посаді, але дуже акуратно одержував платню». По відгуку Ю. Карцова, «явних слідів своєї діяльності в Парижі, крім бульварної слави і гучного зв'язку з Сарою Бернар, Капніст не залишив. Мені він здався типовим представником непривабливих властивостей дипломатії: сноб, цинік і егоїст».
Був одружений з графинею Надією Олексіївною Стенбок-Фермор (1864—1947), фрейліною двору (1882), дочкою Олексія Олександровича Стенбок-Фермора (1835—1916) від його шлюбу з княжною Маргаритою Сергіївною Долгоруковою (1839—1912). За заслуги чоловіка 26 травня 1896 року їй було підвищено до рангу кавалер-дами ордену Св. Катерині (меншого хреста). Їх дочка Маргарита (1891—1973), одружена з князем Георгієм Павловичем Кантакузеним.